# 西北哈溫頓 (康乃狄克州)
西北哈溫頓（英語：Northwest Harwinton）是位於美國康乃狄克州利奇菲爾德縣哈溫頓境內的一個人口普查指定地區。

## 地理
西北哈溫頓的座標為41°46′43″N 73°04′53″W / 41.77861°N 73.08139°W，而該地最高點為海拔高度288米（即945英尺）。

## 人口
根據2010年美國人口普查的數據，西北哈溫頓的面積為22.80平方千米，當中陸地面積為22.50平方千米，而水域面積為0.30平方千米。當地共有人口3,252人，而人口密度為每平方千米142人。